# Theridion cuspulatum
Theridion cuspulatum là một loài nhện trong họ Theridiidae.
Loài này thuộc chi Theridion. Theridion cuspulatum được miêu tả năm 1998 bởi Joachim Schmidt & Otto Krause.